# A Big Bold Beautiful Journey
A Big Bold Beautiful Journey es una próxima película de fantasía romántica estadounidense dirigida por Kogonada y escrita por Seth Reiss. Está protagonizada por Margot Robbie y Colin Farrell.
Está previsto que sea estrenada por Sony Pictures Releasing en Estados Unidos el 19 de septiembre de 2025.

## Argumento
La historia de un par de desconocidos y el viaje inimaginable que los une.

## Reparto
- Margot Robbie como Sarah
- Colin Farrell como David
- Lily Rabe
- Jodie Turner-Smith
- Phoebe Waller-Bridge
- Billy Magnussen
- Sarah Gadon
- Brandon Perea
- Chloe East
- Hamish Linklater
- Lucy Thomas
- Yuvi Hecht
- Calahan Skogman
- Jacqueline Novak
- Jennifer Grant
- Shelby Simmons [1]

## Producción
En diciembre de 2020, A Big Bold Beautiful Journey, escrito por Seth Reiss, fue incluido en la Lista Negra anual. En febrero de 2024, se anunció que Kogonada dirigiría la película con Reiss como productor. Margot Robbie y Colin Farrell estaban en conversaciones para protagonizar. Más tarde ese mes, Deadline informó que Sony Pictures había cerrado en el Mercado de Cine Europeo un acuerdo de alrededor de 50 millones de dólares para la película, descrita como "uno de los guiones más codiciados del mercado". En abril de 2024, Lily Rabe, Jodie Turner-Smith, Phoebe Waller-Bridge y la recién llegada Lucy Thomas se unieron al elenco.
El rodaje comenzó en abril de 2024 en California . En mayo, Billy Magnussen, Sarah Gadon, Hamish Linklater, Brandon Perea, Yuvi Hecht, Calahan Skogman, Chloe East, Jacqueline Novak y Jennifer Grant completaron el reparto.

## Estreno
A Big Bold Beautiful Journey se estrenará en Estados Unidos el 19 de septiembre de 2025. Su lanzamiento estaba previsto inicialmente para el 9 de mayo de 2025.